# Rubus nesiotes
Rubus nesiotes es una especie de planta del género Rubus, perteneciente a la familia Rosaceae.

## Taxonomía
Rubus nesiotes fue descrita por Wilhelm Olbers Focke en 1910.

## Distribución
Se encuentra en el territorio de las islas Ryūkyū.